# خانم دکتر روستا
خانم دکتر روستا (ایتالیایی: La dottoressa di campagna) یک فیلم کمدی سکسی سبک ایتالیایی به کارگردانی ماریو بیانکی است که در سال ۱۹۸۱ منتشر شد.

## گزیدهٔ بازیگران
- مارک شانون
- لورا خمسر
- مارینا هدمن
- انتسو گارینی
- نینو ترتسو
- آلدو رالی
- انتسو آندرونیکو
- جینو پانیانی